# 丹·利迪亞特
丹·利迪亞特（英語：Dan Lydiate；1987年12月18日—）是一位威爾斯橄欖球運動員。他是威爾斯國家橄欖球隊的一員，代表威爾斯參加了2015年世界盃橄欖球賽。